# Seljalandsfoss
Seljalandsfoss es una cascada de Islandia. El río Seljalandsá, el 'río líquido', cae cerca de 60 metros en lo que en otros tiempos era una escollera sobre el océano (que en la actualidad se encuentra a varios kilómetros) y que hoy marca el límite entre las Tierras Altas y el resto del país. Es posible subir la cuesta de la cascada y contemplar el panorama desde el punto en que el agua se lanza al vacío.
Seljalandsfoss se encuentra en la zona sur de la isla, no lejos de Skógar ni de la cascada Skógafoss, en el recorrido del río Skógá.